# Yoann Bagot
Yoann Bagot (Salon-de-Provence, 6 settembre 1987) è un ex ciclista su strada francese, professionista dal 2011 al 2019.

## Carriera
Yoann Bagot è figlio di Jean-Claude Bagot, ex ciclista su strada, professionista tra il 1983 e il 1994. Scopre il ciclismo nel marzo del 2005, dopo aver praticato per otto anni l'atletica leggera. Studente presso l'Istituto Universitario di tecnologia di Avignone, abbandona gli studi per dedicarsi completamente alla bicicletta. Nel 2007 ha un breve esperienza da stagista assieme alla squadra professionistica Crédit Agricole. Nel 2009 ottiene la sua prima vittoria tra gli Under-23, piazzandosi in prima posizione alla Bordeaux-Saintes.
Nel 2010 passa alla Cofidis, inizialmente come stagista e poi, a partire dal 2011, come professionista. Con questa squadra Bagot partecipa al suo primo grande Giro, la Vuelta a España 2011, che conclude in 116ª posizione. L'anno successivo partecipa alla Vuelta a España 2012. Vittima di una brutta caduta nel corso della settima tappa, che gli ha provocato la frattura del gomito, riesce comunque a terminare la tappa in ultima posizione, ma il giorno dopo decide di non partire. Nel 2013 partecipa al Tour de France ma anche stavolta è costretto a ritirarsi dopo la terza tappa per problemi digestivi, mentre riesce a concludere la Vuelta a España 2013, piazzandosi in 21ª posizione.

## Palmarès
- 2009 (Velo Club La Pomme Marseille)

Bordeaux-Saintes
- 2010 (Velo Club La Pomme Marseille)

Parigi-Mantes-en-Yvelines
- 2013 (Cofidis, tre vittorie)

6ª tappa Presidential Cycling Tour of Turkey (Bodrum > Selçuk)
1ª tappa Tour du Gévaudan Languedoc-Roussillon (Chanac > Monte Aigoual)
Classifica generale Tour du Gévaudan Languedoc-Roussillon

## Piazzamenti

### Grandi Giri
- Tour de France

2013: ritirato (3ª tappa)
- Vuelta a España

2011: 116º
2012: non partito (8ª tappa)
2013: 21º
2014: 119º
2015: 98º
2016: ritirato (9ª tappa)

### Classiche monumento
- Liegi-Bastogne-Liegi

2016: 114º
2017: 77º
2019: ritirato
- Giro di Lombardia

2017: ritirato